# کولانگاتا
کولانگاتا (به انگلیسی: Coolangatta) یک حومه شهر در استرالیا است که در کوئینزلند واقع شده‌است.